# Distrito de Kayunga
El distrito de Kayunga es uno de los varios distritos de Uganda, localizado al este de dicha nación. Su población es de 297.081 habitantes. Al igual que la inmensa mayoría de los otros Distritos de Uganda, el nombre de Kayunga se debe a la ciudad capital de dicho distrito, la ciudad de Kayunga. Se subdivide, este distrito, en dos condados que son el condado de Ntenguru, y el condado de Bbaale.
- Datos: Q1207391